# AB 40/41
Autoblinda 40 (AB 40) bylo italské obrněné auto vyráběné v malých počtech v roce 1940. Výzbroj sestávala ze dvou 8mm kulometů ve věži. Během výroby vznikla potřeba po těžší výzbroji a tak bylo AB 40 modernizováno na AB 41, které na stejném vozidle používalo novou věž s 20mm autokanónem. Většina z 24 vyrobených kusů byla předělána na novější standard AB 41.